# 道の駅木曽ならかわ
道の駅木曽ならかわ（みちのえき きそならかわ）は、長野県塩尻市にある国道19号の道の駅。
400年の伝統を誇る木曽漆器の展示販売施設（木曽くらしの工芸館）や地元農産物直売所が設置されている。
地元農産物の販売は農産物直売所「ならかわ市場」で行われていたが、建物の老朽化により2020年（令和2年）11月末で閉鎖され、「木曽くらしの工芸館」に営業場所が移されることになった。

## 施設
- 駐車場
  - 普通車：83台
  - 大型車：11台
  - 身障者用：4台
- トイレ
  - 男：大 4器（3器） 小 11器（8器）
  - 女：10器（6器）
  - 身障者用：2器（2器）

※（）内は24時間使用可能
- 売店
  - 木曽くらしの工芸館
- レストラン
- ギャラリー
  - 木曽くらしの工芸館（塩尻・木曽地域地場産業振興センター）
- 研修室
- 公衆電話

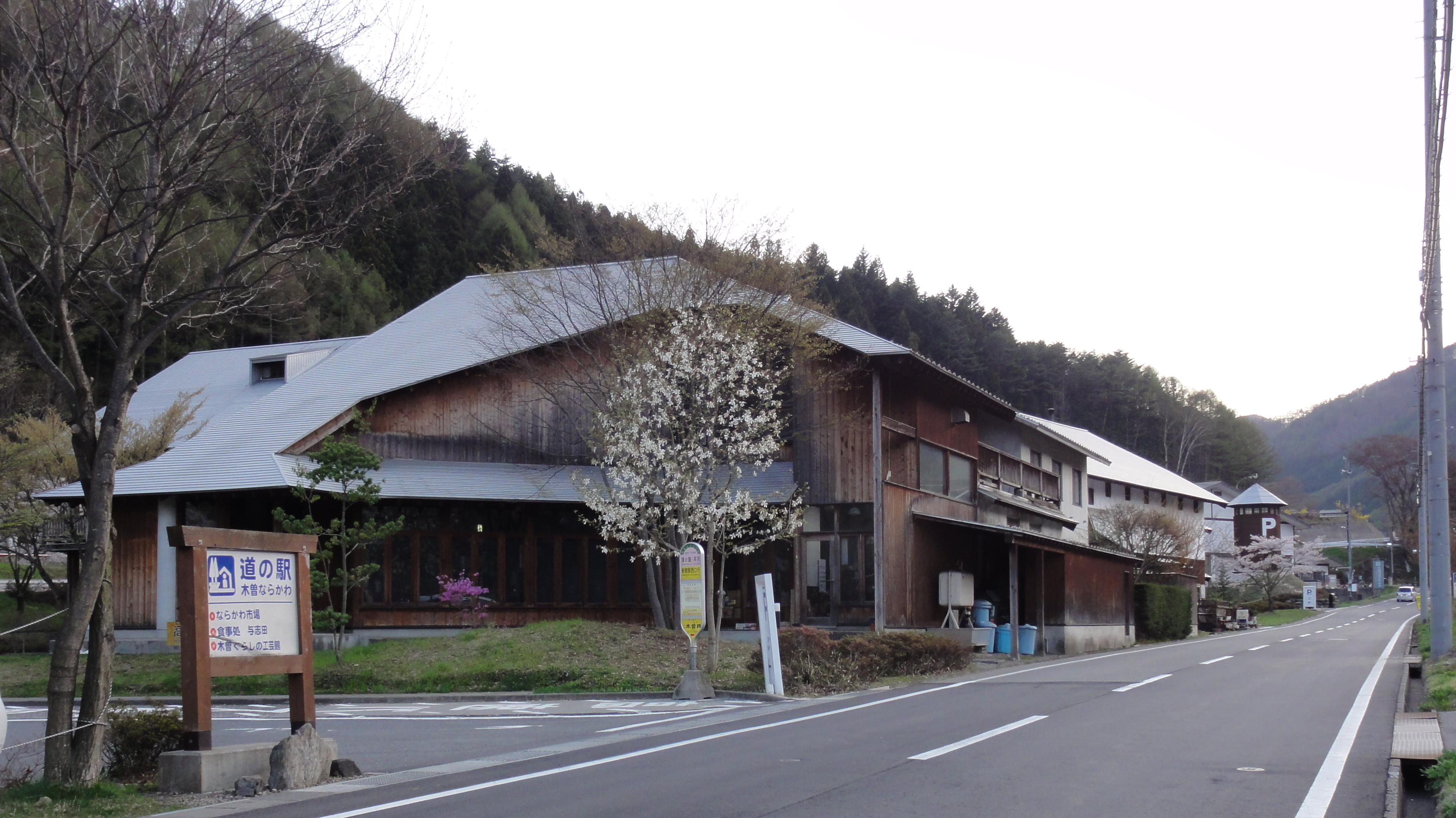
県道257号側より
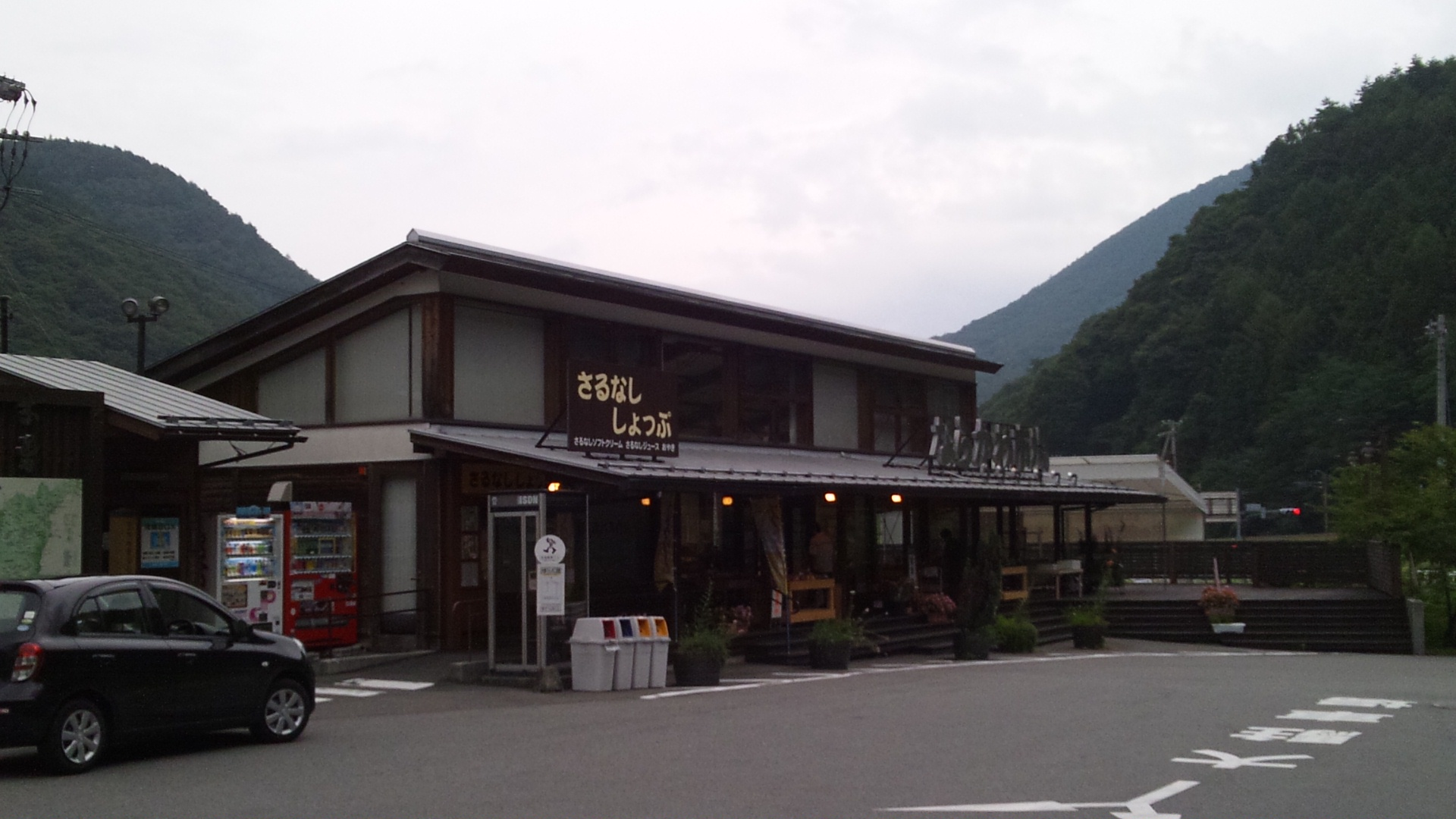
旧ならかわ市場（2011年撮影）現:木曽くらしの工芸館

## アクセス
- 国道19号 - 登録路線
  - 長野県道257号木曽平沢停車場線
- 中央高速バス塩尻・木曽福島線　バスタ新宿行　「漆の里平沢」バス停
- 塩尻市地域振興バス  楢川線  「木曽くらしの工芸館」バス停
- 重伝建周遊バス（季節運行） - 木曽くらしの工芸館

## 周辺
- 贄川宿（木曽考古館）
- 奈良井宿